# Eisenhower Trophy
Die Eisenhower Trophy ist ein Mannschaftswettbewerb im Amateur-Golfsport. 
Die Eisenhower Trophy ist die seit 1958 turnusmäßig alle zwei Jahre stattfindende Weltmeisterschaft der Amateurgolfer der Männer. Veranstalter ist die International Golf Federation (IGF). Namensgeber ist der damalige US-amerikanische Präsident und Amateurgolfer Dwight D. Eisenhower.
Die entsprechende Veranstaltung für Frauen ist die Espirito Santo Trophy.